# Жардин-ду-Мар
Жардин-ду-Мар (порт. Jardim do Mar)  —  район (фрегезия) в Португалии,  входит в округ Мадейра. Расположен на острове Мадейра. Является составной частью муниципалитета  Кальета. Население составляет 252 человека на 2001 год. Занимает площадь 2,55 км².